# 海關2次雲龍郵票

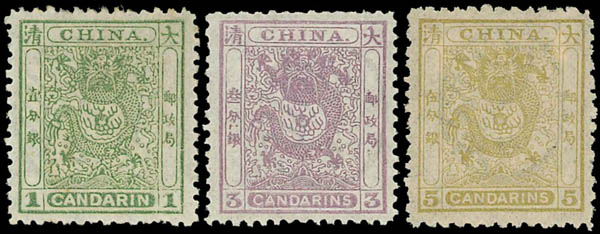
海關2次雲龍郵票三枚全套

海關2次雲龍郵票，或稱小龍郵票，是清朝發行的第二套常用郵票；也是中國的第二套郵票。小龍郵票由上海海關造冊處印製，於清光緒8年（西元1882年）根據大龍郵票的雲龍圖案加以修改，並另外鑄造印模印製。小龍郵票的圖幅比大龍郵票小，可是圖案花紋卻更為精緻；全套共有三枚，面值分別為壹分銀、參分銀、伍分銀；全張枚數為40枚。小龍郵票共分兩個時期印製，第一期印製的郵票，光緒11年（西元1885年），齒孔較為粗糙，故稱為「毛齒票」；清光緒14年（西元1888年）印製的第二期郵票，因為齒孔比較整齊，所以稱為「光齒票」。此外，為了郵票防偽的考量，小龍郵票採用一種含粉質的油墨來印刷；不過，這種油墨遇到光線或遇水便容易褪色變淡。